# Ernst Wiener Co., New York

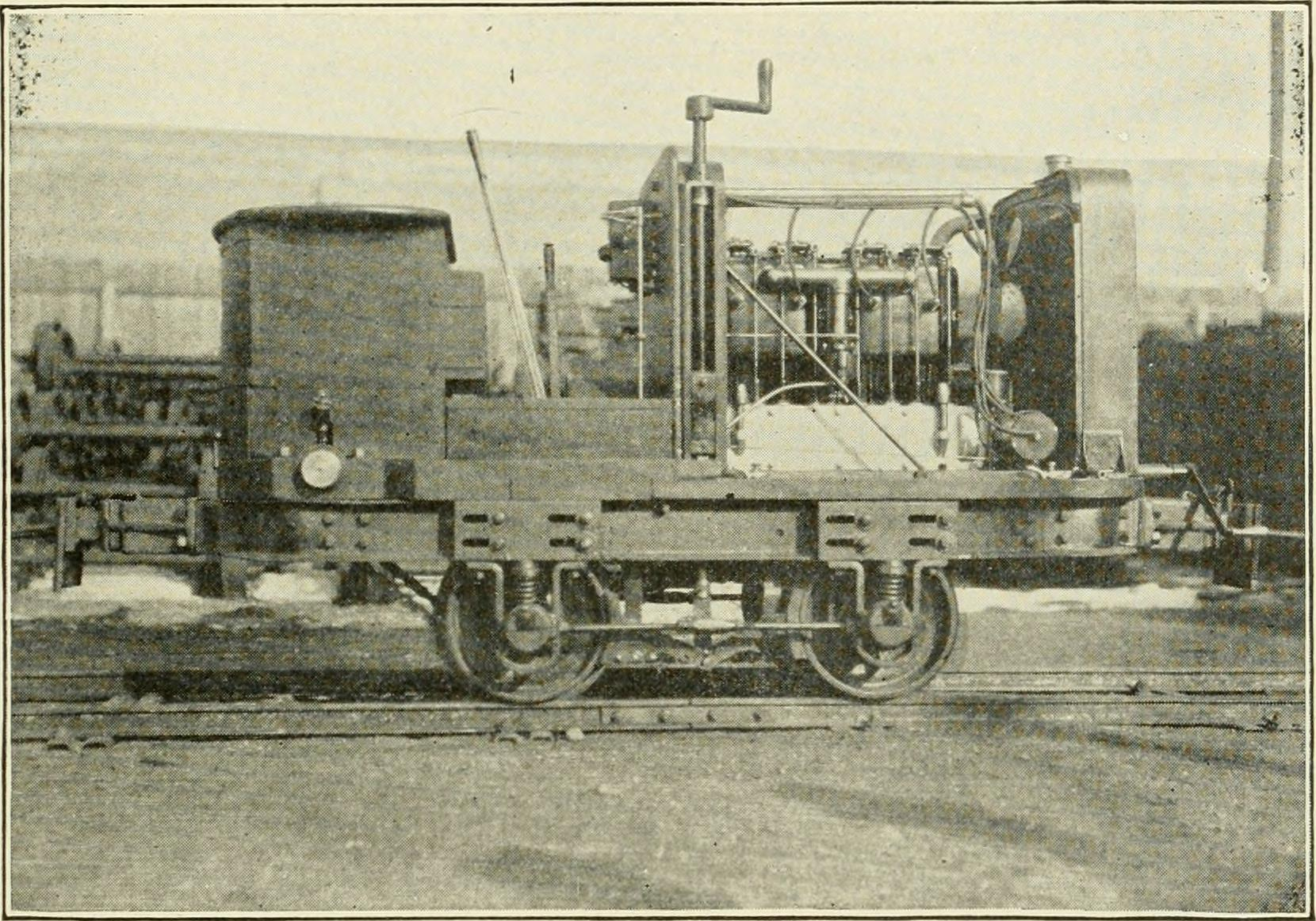
Gasoline industrial locomotive von Ernst Wiener Co., New York

Ernst Wiener Co., New York war ein US-amerikanischer Lokomotivhersteller in New York City.

## Produkte
Ernst Wiener Co. baute beispielsweise Benzinlokomotiven, die zehn beladene Wagen mit einem Gesamtgewicht von 25 Tonnen mit einer Geschwindigkeit von 13 bis 20 km/h ziehen konnten. Sie hatten wassergekühlte Vierzylinder-Viertaktmotoren mit paarweise gegossenen Zylindern, die vertikal standen. Die Zündung wurde über die Anlasserbatterie über eine magnetische Zündspule und zwei Sets von Zündkerzen gewährleistet. Am vorderen Ende der Lok gab es wie bei einem Auto einen Kühler.